# Magyar Filmdíj a legjobb hangmesternek (tévéfilm)
A Magyar Filmdíj a legjobb hangmesternek (tévéfilm) elismerés a 2014-ben alapított Magyar Filmdíjak egyike, amelyet a Magyar Filmakadémia (MFA) tagjainak szavazata alapján 2019 óta ítélnek oda egy-egy év magyar tévéfilmtermésének alkotásai közül legjobbnak tartott hangmesternek.
A díjra történő jelölés nem automatikus; arra azon filmek alkotói jöhetnek számításba, amelyeket beneveztek a „legjobb tévéfilm” kategóriába. Nevezni az előző év január 1. és december 31. között televíziós csatorna műsorára tűzött, vagy nemzetközi filmfesztiválon versenyben vagy versenyen kívül szerepelt televíziós filmalkotást lehet.
A jelölés és kiválasztás rendszeréről a Filmakadémia 2018-as közgyűlése döntött. A televíziós alkotások nevezési és regisztrációs határidejét év elején közli az MFA. A Magyar Filmhét (Magyar Mozgókép Szemle) versenyprogramjába került tévéfilmek alkotói közül az Akadémia tagjai választják ki azokat, akik felkerülnek a február 1-jén nyilvánosságra hozott jelöltek listájára.
A jelölt alkotásokat a Magyar Filmhét műsorára tűzik. A második körben az Akadémia tagjai e szűkített listáról választják ki egy újabb titkos szavazás során a díjra érdemesnek tartott személyt.
Az ünnepélyes díjátadóra Budapesten, a Filmhetet lezáró gálán kerül sor minden év március elején.

## Díjazottak
A nyertesek a táblázat első sorában, félkövérrel vannak jelölve.
| Év (Gála) | Díjazottak | Megjegyzés |
| --------- | --- | ---------- |
| 2019 (4.) | - Balázs Gábor – Trezor - Agg Tímea – Curtiz - Belovári Tibor – A Sátán fattya - Oláh Ottó – A merénylet - Madaras Attila, Varga Balázs – A színésznő | [ * 1 ]    |
| 2020 (5.) | - Terffy Máté – Foglyok - Madaras Attila – Egy másik életben - Madaras Attila – Házasságtörés - Madaras Attila – Nino bárkája                         | [ * 2 ]    |